# بيل هويل
بيل هويل (29 ديسمبر 1869 - 1950) (بالإنجليزية: Bill Howell)‏ هو لاعب كريكت أسترالي. شارك مع منتخب أستراليا الوطني للكريكت.

## وصلات خارجية
- بيل هويل على موقع إي آس بي آن كريك إنفو (الإنجليزية)